# Freistellung (Kartografie)

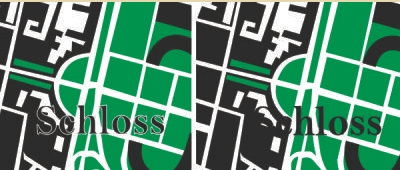
Kartenschrift: links mit, rechts ohne Freistellung

Mit dem Begriff Freistellung bezeichnet man in der Kartografie das Entfernen von störenden Zeichnungsteilen der Karte im Randbereich und Hintergrund eines hervorragenden Kartenelementes um dessen Lesbarkeit durch Erhaltung seiner klaren Kontur zu gewährleisten.
Insbesondere werden Schriftelemente und Signaturen freigestellt, wenn ein gleichfarbiger oder wenig kontrastierender Hintergrund die Erkennbarkeit verschlechtern würde. Die Freistellung kann auch durch Konturierung des hervorragenden Elementes erfolgen. Das Element. z. B. ein Buchstabe in einem Schriftzug, erhält dann einen zur Schriftfarbe kontrastierenden Rand.

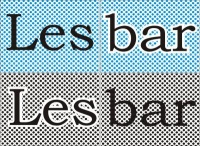
Freistellung vom Hintergrundraster

 Durch die Freistellung wird das Hintergrundelement teilweise ausgelöscht. Dabei geht Karteninformation verloren. Deshalb wird die Freistellung in der Kartografie auf das Notwendige beschränkt. Bei ausreichendem Farb- und Helligkeitskontrast ist eine Freistellung nicht erforderlich. So können Gewässer (blau) mit Situationsbezeichnungen (schwarz) einfach überdruckt werden, ohne dass die Situationsbezeichnung an Lesbarkeit verliert. Höhenlinien (braun) müssen aber im Randbereich ihrer zugehörigen Höhenangaben (ebenfalls braun) ausgelöscht werden, damit die Schrift nicht mit der Linie verschwimmt und damit schwer lesbar wird.
Die Freistellung wird auch bei der kartografischen Generalisierung berücksichtigt.

## Verfahren
Die Freistellung von Kartenelementen ist grundsätzlich ein aufwändiges Verfahren, da die Freistellungsarbeit nicht am freizustellenden Element selbst, sondern am Hintergrundelement erfolgen muss. Diese Elemente sind aufgrund der Herstellungsverfahren für Karten in der Regel auf unterschiedlichen Zeichnungsebenen (analog: Folie; digital: Layer). Sie müssen daher vor der Freistellung zusammengebracht und anschließend wieder getrennt werden.

### Kopiertechnische Freistellung

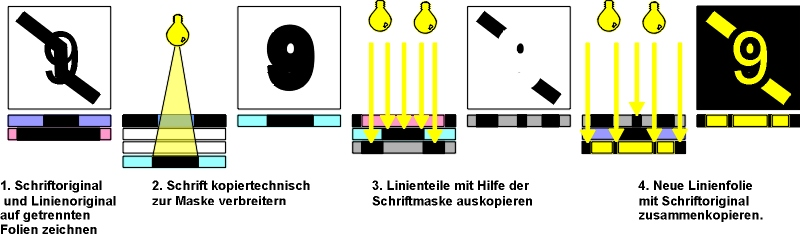
Kopiertechnische Freistellung Höhenangabe

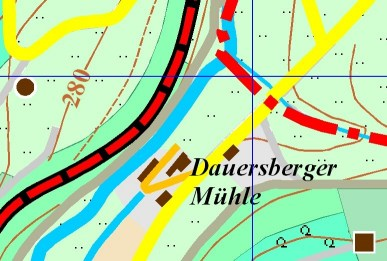
Freigestellte Höhenangabe

Bei der herkömmlichen Herstellung von Karten werden auch bei gleicher Druckfarbe die Informationen nach ihrer Art (z. B. Gewässer und Gewässerbeschriftung) auf verschiedenen Folien getrennt bearbeitet. Zur Freistellung ist dann ein umständliches Kopierverfahren erforderlich. Die Abbildung zeigt einen typischen Ablauf am Beispiel der Freistellung der Beschriftung von Höhenlinien.

### Verfahren bei digitalen Karten

Blockkonturierung „Adorf“

Einfacher ist die Freistellung durch Konturierung des freizustellenden Elementes mit einem Rand in einer Kontrastfarbe oder in der Farbe des Hintergrundes. Dieses Verfahren eignet sich besonders für die Automatisierung. Bei Karten die aus nur wenigen Farbfolien entstehen funktioniert es zuverlässig. Bei Karten auf Basis digitaler Daten (Vektordaten) kann dieser Prozess von der Software direkt übernommen werden. Dazu wird um das freizustellende Kartenelement eine Umrandung (Buffer) generiert, die den Farbton der Freistellung enthält. Anstatt einer präzisen Formkonturierung wird dabei aus Gründen der Softwarevereinfachung auch eine einfachere Rechteck- oder Blockkonturierung akzeptiert.
Aber auch im digitalen Kartenproduktionsverfahren gibt es Kartografiesysteme, die für die Aufbereitung der vektoriellen Kartendaten zur Druckvorstufe die Beschriftungselemente an nur explizit angegebenen Kartenelementen freistellen, dies sogar auf dem späteren gleichen Farbfilm (also z. B. Text schwarz wird gegenüber Bahnlinie schwarz freigestellt, nicht aber gegenüber schwarz gerasterter Siedlungsfläche).